# میکل کورتینا
میکل کورتینا (انگلیسی: Mikel Kortina؛ زادهٔ ۲۶ مارس ۱۹۷۴) بازیکن فوتبال اهل اسپانیا است.
از باشگاه‌هایی که او در آن بازی کرده‌، می‌توان به باشگاه فوتبال رئال مورسیا، باشگاه فوتبال اتلتیک بیلبائو، باشگاه فوتبال ایبار، باشگاه فوتبال اوساسونا و باشگاه فوتبال اتلتیک بیلبائو بی اشاره کرد.
وی همچنین در تیم‌های ملی فوتبال زیر ۱۶ سال اسپانیا و زیر ۲۱ سال اسپانیا بازی کرده‌است.